# ナショナル・ボード・オブ・レビュー賞 キャスト賞
ナショナル・ボード・オブ・レビュー賞 キャスト賞は、1994年以降ナショナル・ボード・オブ・レビュー賞に設けられている部門の一つである。映画のキャスト陣に対して贈られる賞である。

## 受賞者

### 1990年代
- 1994年 プレタポルテ
- 1995年 ユージュアル・サスペクツ
- 1996年 ファースト・ワイフ・クラブ
- 1997年 スウィート ヒアアフター
- 1998年 ハピネス
- 1999年 マグノリア

### 2000年代
- 2000年 State and Main
- 2001年 ラストオーダー
- 2002年 ディケンズのニコラス・ニックルビー
- 2003年 ロード・オブ・ザ・リング/王の帰還
- 2004年 クローサー
- 2005年 ヘンダーソン夫人の贈り物
- 2006年 ディパーテッド
- 2007年 ノーカントリー
- 2008年 ダウト〜あるカトリック学校で〜
- 2009年 恋するベーカリー

### 2010年代
- 2010年 ザ・タウン
- 2011年 ヘルプ 〜心がつなぐストーリー〜
- 2012年 レ・ミゼラブル
- 2013年 プリズナーズ
- 2014年 フューリー
- 2015年 マネー・ショート 華麗なる大逆転
- 2016年 ドリーム
- 2017年 ゲット・アウト
- 2018年 クレイジー・リッチ!
- 2019年 ナイブズ・アウト/名探偵と刃の館の秘密

### 2020年代
- 2020年 ザ・ファイブ・ブラッズ
- 2021年 ザ・ハーダー・ゼイ・フォール: 報復の荒野
- 2022年 ウーマン・トーキング 私たちの選択

## 参考
1. ↑  “Best Ensemble Cast”. 2013年10月6日閲覧。